# Minagawa Shota
Shota Minagawa (sinh ngày 2 tháng 6 năm 1988) là một cầu thủ bóng đá người Nhật Bản.

## Sự nghiệp câu lạc bộ
Shota Minagawa đã từng chơi cho Fujieda MYFC và YSCC Yokohama.